# S/2000 (1998 WW31) 1
S/2000 (1998 WW31) 1 – księżyc planetoidy 1998 WW31 z pasa Kuipera.

## Odkrycie
Księżyc ten został odkryty 21 grudnia 2000 roku przez obserwatorów Christiana Veilleta i Alaina Doressoundirama za pomocą teleskopu CFHT. Nadano mu prowizoryczne oznaczenie S/2000 (1998 WW31) 1.

## Orbita i właściwości fizyczne

Księżyc ten ma średnicę ok. 110 km, krąży wraz z 1998 WW31 wokół wspólnego środka masy po orbicie o dużym mimośrodzie, w średniej odległości ok. 22 300 km od większego składnika. Jeden obieg trwa ok. 570 dni.